# Pericoma improvisa
Pericoma improvisa är en tvåvingeart som beskrevs av Wagner och Baez 1993. Pericoma improvisa ingår i släktet Pericoma och familjen fjärilsmyggor.
Artens utbredningsområde är Madeira. Inga underarter finns listade i Catalogue of Life.